# Ния (уезд)
Уе́зд Ния́ (уйг. نىيە ناھىيىسى‎) или Уезд Миньфэн (кит. упр. 民丰县, пиньинь Mínfēng xiàn) — уезд округа Хотан Синьцзян-Уйгурского автономного района КНР. Власти уезда размещаются в посёлке Ния.

## География
Население уезда в основном сосредоточено вдоль реки Ниядарья.

## История
Уезд Миньфэн был образован в 1945 году.

## Административное деление
Уезд Миньфэн делится на 1 посёлок и 6 волостей.